# Goudourville
Goudourville település Franciaországban, Tarn-et-Garonne megyében. Lakosainak száma 970 fő (2022. január 1.). Goudourville Gasques, Malause, Pommevic, Saint-Clair, Saint-Vincent-Lespinasse és Valence községekkel határos.

## Népesség
A település népessége az elmúlt években az alábbi módon változott:
| Lakosok száma | 960  | 959  | 991  | 955  | 945  | 937  | 948  | 959  | 970  |
|               | 2013 | 2015 | 2016 | 2017 | 2018 | 2019 | 2020 | 2021 | 2022 |